# バスケットボール女子ドイツ代表
バスケットボール女子ドイツ代表（Germany women's national basketball team）は、ドイツバスケットボール連盟によって編成される女子バスケットボールのナショナルチームである。
1990年のドイツ再統一に際して、ドイツ連邦共和国（西ドイツ）がドイツ民主共和国（東ドイツ）を編入した経緯があるため、西ドイツ代表の歴史と記録はドイツ代表のものに引き継がれる。逆に東ドイツの歴史と経歴は現在のドイツ代表とは別個に扱われるのが通例である。東ドイツ代表に関してはバスケットボール女子東ドイツ代表を参照のこと。
又、本項目に於いて東西に分かれて代表が編成される1952年から東西ドイツが再統一される1990年までの事項に関しては「西ドイツ代表」と呼称されていたものに相当する。

## 歴史
世界選手権は1990年の東西ドイツ統一後の1998年に初出場を果たす。
しかし五輪は統一前から通じて出場がない。

## 国際大会の成績
- 夏季オリンピック
  - 出場なし
- 世界選手権
  - 1998年 － 11位
- ユーロバスケット
  - 3位：1997年

## 主な歴代代表選手
- マーリーズ・アスカンプ（英語版）